# Günther Caracciola-Delbrück
Günther Caracciola-Delbrück (* 27. November 1898 in Frankfurt am Main; † 28. April 1945 in München) war ein deutscher Verleger und Widerstandskämpfer. Caracciola war Soldat im Ersten Weltkrieg und von 1939 bis zu seinem Tod Angehöriger der Wehrmacht. Er galt als enger Vertrauter des NS-Reichsstatthalters Franz Ritter von Epp.

## Leben
Günther Caracciola-Delbrück war ein Sohn des Offiziers und Pour-le-Mérite-Ordensträgers Alois Caracciola-Delbrück (1873–1948).
Als Kriegsfreiwilliger nahm Caracciola am Ersten Weltkriegs teil und wurde zum Offizier befördert. In den Zwischenkriegsjahren arbeitete er als Verleger.
Zu Beginn des Zweiten Weltkrieges erhielt Oberleutnant Caracciola die Einberufung ins Wehrkreisamt München. Ab 1943 fungierte er als Verbindungsoffizier der Wehrmacht und wurde vom General Franz Ritter von Epp zum Major befördert. In dieser Funktion stand er dem Widerstandskreis um Franz Sperr nahe. Nach dem Attentat vom 20. Juli 1944 plante er die Einsetzung einer Übergangsregierung und die bedingungslose Kapitulation aller Truppen im südlichen Bayern, um weitere Zerstörungen und Opfer zu vermeiden. Es gelang ihm jedoch nicht, genügend Verbündete zu finden. 
Im April 1945 schloss Caracciola sich der von Rupprecht Gerngross organisierten Freiheitsaktion Bayern an, die kurz vor der Einnahme Münchens durch die US-Armee durch einen Sturz der örtlichen NS-Statthalter um Gauleiter Paul Giesler einer schnellen und kampflosen Übergabe der Stadt den Weg bereiten sollte.
Mit Angehörigen der Freiheitsaktion Bayern versuchte Caracciola, das Zentralministerium der bayerischen Landesregierung an der Ludwigstraße zu besetzen und Giesler festzunehmen. Die Widerstandsaktion scheiterte, nicht zuletzt deshalb, weil es Caracciola nicht gelang, den bayerischen Reichsstatthalter Ritter von Epp von dem Vorhaben zu überzeugen. Die im Gebäude verschanzte SS schlug den Aufstand nieder und nahm die Widerständler fest.
Ein fliegendes Standgericht unter Vorsitz des Münchner Kampfkommandanten Huebner unter Mitwirkung von Giesler verurteilte die Festgenommenen zum Tode. Günther Caracciola-Delbrück wurde zusammen mit dem Kompaniedolmetscher Maximilian Roth wegen ihrer Beteiligung an der Freiheitsaktion im Hof des Zentralministeriums erschossen. In einem Nachkriegsprozess wurde festgestellt, dass das „Standgericht Hübner-Giesler kein ordnungsgemässes Gericht war und seine Urteile als Nichturteile reine Willkürakte und in Wirklichkeit Ermordungsbefehle darstellen.“ Huebner wurde wegen Totschlags zu einer mehrjährigen Zuchthausstrafe verurteilt.

## Nachruhm
Caracciola liegt auf dem Friedhof in Feldafing begraben. Ende 2017 gab die Gemeinde bekannt, seine Ruhestätte in ein Ehrengrab umzuwandeln. Eine Gedenktafel im Innenhof des ehemaligen Zentralministeriums, des heutigen Landwirtschaftsministeriums erinnert an Caracciolas Widerstandsaktion. Nach ihm sind Straßen im Münchner Stadtteil Harthof und in Gauting (Landkreis Starnberg) benannt.